# Бергатройте
Бергатройте (нем. Bergatreute) — община в Германии, в земле Баден-Вюртемберг. 
Подчиняется административному округу Тюбинген. Входит в состав района Равенсбург.  Население составляет 3145 человек (на 31 декабря 2010 года). Занимает площадь 23,16 км².